# Шупарня
Шупарня   — деревня  в  Смоленской области России,  в Ельнинском районе.  По состоянию на 2007 год постоянного населения не имеет .  Расположена в юго-восточной части области  в 16  км к востоку от города Ельня,  в 5 км севернее  автодороги Р96 Новоалександровский(А101)- Спас-Деменск — Ельня — Починок, на берегах реки Ключевка. В 4 км к югу от деревни железнодорожная станция Коробец на линии Смоленск  — Сухиничи. Входит в состав Коробецкого сельского поселения.
Деревня находится на территории Ельнинского государственного зоологического заказника.

## История
Деревня была оккупирована гитлеровскими войсками в июле 1941 года. Освобождена 30 августа 1943 года силами 29-й гвардейской стрелковой дивизии.

## Экономика
Фермерское хозяйство «Былина» .